# Trekking
Trekking – forma turystyki przygodowej lub kwalifikowanej, uprawiana w trudnych warunkach terenowych i klimatycznych. 
Wyróżnia się kilka form trekkingu. Najpopularniejszą jest trekking klasyczny (górski), będący formą pośrednią między wspinaczką a hikingiem. Termin trekking pochodzi od słowa trek używanego na południu Afryki i oznaczającego wędrówkę Burów w czasie zdobywania kolejnych ziem. W turystyce trekking zaczął najpierw odnosić się do wędrówek pieszych w Himalajach nepalskich i indyjskich. 
Inne formy trekkingu to m.in. pustynny, tropikalny, lodowcowy, polarny, rzeczny, na bagnach, na wulkanach.